# Trichomycterus ytororo
Trichomycterus ytororo es una especie del género de peces de agua dulce Trichomycterus, perteneciente a la familia de los trichomictéridos. Habita en ambientes acuáticos templado-cálidos en el centro-este de Sudamérica.

## Taxonomía

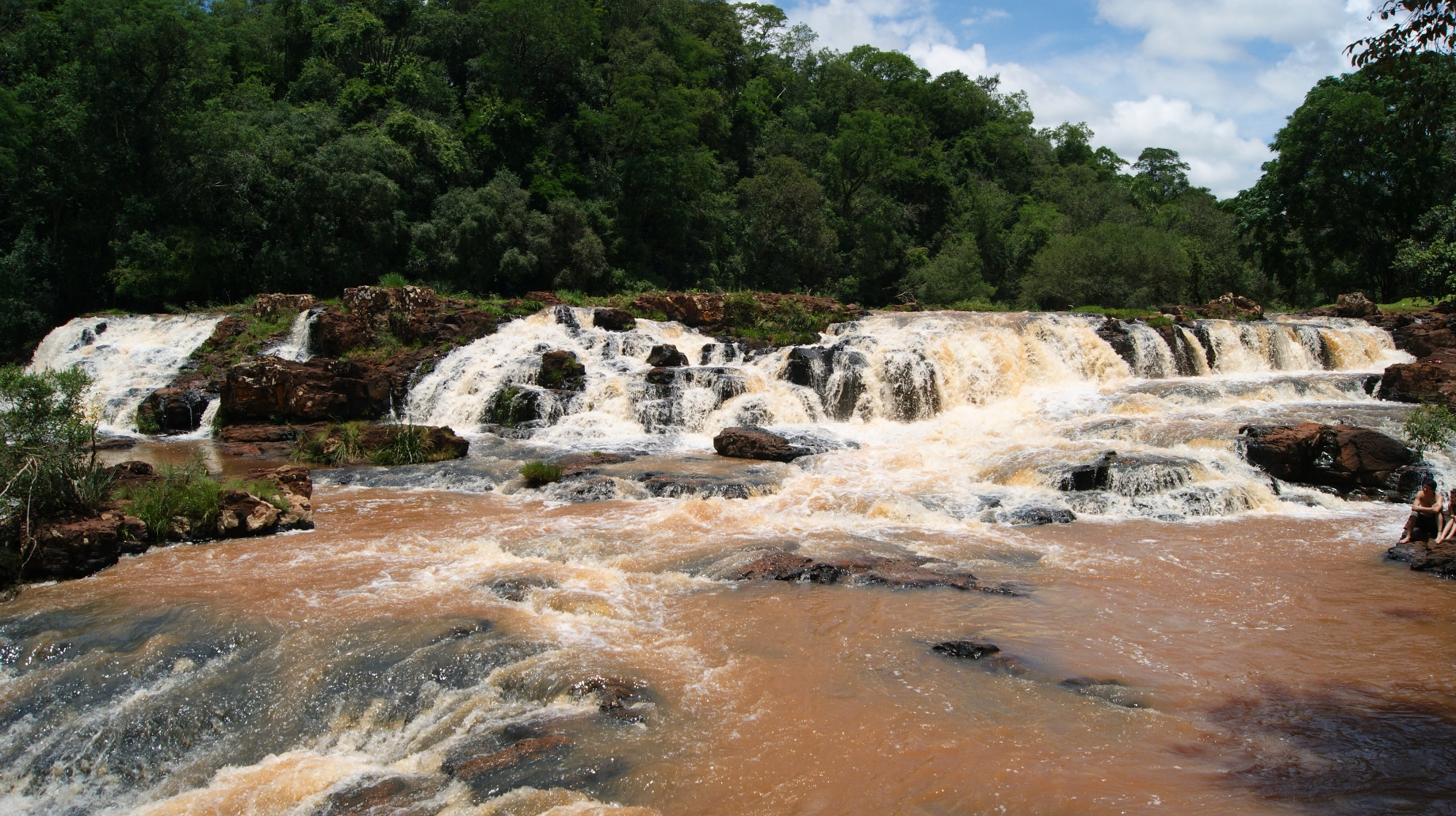
Los saltos del Tabay ubicados sobre el arroyo homónimo en el municipio de Jardín América, Misiones, Argentina; allí fue capturada la serie típica de esta especie.

Descripción original
Esta especie fue descrita originalmente en el año 2017 por los ictiólogos Guillermo Enrique Terán, Juliano Ferrer, Mauricio Benítez, Felipe Alonso, Gastón Aguilera y Juan Marcos Mirande.
Localidad tipo
La localidad tipo referida es: “saltos del Tabay, cuenca del río Paraná, en las coordenadas: 27°00′00″S 55°10′44″O / -27.00000, -55.17889, municipio de Jardín América, Misiones, Argentina”.
Holotipo
El ejemplar holotipo designado es el catalogado como: CI–FML 7240 (rd), el cual midió 94,2 mm de longitud estándar. Fue capturado en noviembre de 2016 por G. E. Terán, M. Benítez, F. Alonso, G. Aguilera y J. M. Mirande. Se depositó en la Colección ictiológica de la Fundación Miguel Lillo (CI–FML), situada en la ciudad de San Miguel de Tucumán.
Paratipos
Todos los paratipos poseen los mismos datos de colecta que el holotipo y fueron depositados en colecciones de instituciones argentinas; fueron los catalogados como: 
- CI–FML 7241, 4 ejemplares, los que midieron entre 67,3 y 103,8 mm de longitud estándar y fueron depositados en la Colección ictiológica de la Fundación Miguel Lillo, en San Miguel de Tucumán);
- LGEP 542, 4 ejemplares, los que midieron entre 64,6 y 107,3 mm de longitud estándar y fueron depositados en el Laboratorio de Genética Evolutiva-Peces, en la ciudad de Posadas (CI-FML. LGEP);
- IBIGEO-I 354, 3 ejemplares, los que midieron entre 60,9 y 79,2 mm de longitud estándar y fueron depositados en el Instituto de Bio y Geociencias del NOA- Ictiología, ubicado en la ciudad de Salta (IBIGEO-I).[1]

Etimología
Etimológicamente, el término genérico Trichomycterus se construye con palabras del idioma griego, en donde: thrix significa 'pelo' y mykter, -eros es 'nariz'.
El epíteto específico ytororo es sustantivo en aposición, el cual refiere a la palabra “ytororõ” de la lengua indígena guaraní, la que se traduce como ‘cascada’, en referencia al particular hábitat ocupado por este pez.
Relaciones filogenéticas y características
Trichomycterus ytororo pertenece al “grupo de especies Trichomycterus stawiarski” (presumiblemente monofilético), al ser morfológicamente similar a T. crassicaudatus, T. igobi y T. stawiarski.
De todas las especies del género Trichomycterus, T. ytororo es distinguible por tener de 31 a 35 radios dorsales procurrentes en la aleta caudal, y por la combinación de rasgos visibles externamente, entre los cuales se encuentran: la coloración particular, el número de radios de la aleta pectoral y de los poros de los canales laterosensoriales.

## Distribución y hábitat
Trichomycterus ytororo solo se conoce del sector de los saltos del Tabay correspondiente al arroyo homónimo, ubicados a una altitud de 132 m s. n. m., en el municipio de Jardín América, sector sudoeste de la provincia de Misiones, en el nordeste de la Argentina, extremo norte de la región mesopotámica de ese país. Este curso fluvial desemboca en el río Paraná, el cual es integrante de la cuenca del Plata.
Ecorregionalmente, Trichomycterus ytororo es endémica de la ecorregión de agua dulce Paraná inferior.